# Puffinus bryani
Puffinus bryani é uma espécie de ave da família Procellariidae. A espécie foi primeiramente coletada em 1963, e acreditava-se tratar de exemplares pequenos de Puffinus assimilis. Só em 2011 através da análise do DNA descobriu-se tratar de uma espécie distinta. A espécie foi batizada em homenagem ao professor Ewin Horace Bryan Jr. (1898-1985), ex-curador do Museu B. P. Bishop, em Honolulu. A espécie ocorria nas ilhas havaianas. Em 7 de fevereiro de 2012, testes de DNA em seis espécimes encontrados em Ogasawara entre 1997 e 2011 determinaram que eles eram da espécie P. bryani.